# 东门站 (深圳)
东门站是深圳地铁5号线上的一座车站，工程名为“建设路站”，位于深圳市罗湖区，预计于2025年开通。